# Momčilovića Kosa
Momčilovića Kosa es una localidad de Croacia en el ejido de la ciudad de Glina, condado de Sisak-Moslavina.

## Geografía
Se encuentra a una altitud de 251 m s. n. m. a 94,8 km de la capital nacional, Zagreb.

## Demografía
En el censo 2011, el total de población de la localidad fue de 32 habitantes.
| Gráfica de población de Momčilovića Kosa 1857-2011                  |
|                                                                     |
| Según los censos de población de la oficina estadística de Croacia. |